# Istrup (Blomberg)
Istrup (niederdeutsch: Üistrup) gehört seit 1970 zu den 19 Ortschaften der Stadt Blomberg im Kreis Lippe in Nordrhein-Westfalen. Die Ortschaft liegt rund vier Kilometer westlich der Kernstadt. In Istrup leben rund 1401 Einwohner auf einer Gemeindefläche von 10,54 km² (Stand: 2021), das entspricht einer Bevölkerungsdichte von 133 Einwohnern/km². Istrup ist damit nach der Kernstadt die zweitgrößte Ortschaft Blombergs. Der Ortsvorsteher Istrups ist derzeit Jürgen Berghahn (SPD) (Stand: 16. Juli 2020).

## Geschichte
Um 1900 wurde in Istrup beim Graben eines Brunnens ein Mammutzahn gefunden, dessen Alter auf 80 bis 100 Tausend Jahre geschätzt wird. Die menschliche Besiedlung der Gegend begann offenbar rund 4000 Jahre v. Chr., das zeigen Funde von Steinbeilen aus der Jungsteinzeit. Diese Funde werden im Lippischen Landesmuseum in Detmold ausgestellt. Als weiteres frühes Zeichen menschlicher Besiedlung gilt ein Knüppeldamm, der bei Kanalisationsarbeiten entdeckt wurde und 2,45 m unter dem heutigen Straßenniveau liegt.
Um 1361 wurde Isinctorp erstmals urkundlich erwähnt. Im Jahr 1467 gab es acht Höfe am Hainbach und seit 1676 heißt das Dorf Istrup. 1968 hatte der Ort knapp 1300 Einwohner. Die Endung -torp ist das mittelalterliche Wort für ‚Dorf‘. Es wird vermutet, dass der Wortbeginn auf einen Personennamen, Yso, zurückgeht.
Am 1. Januar 1970 wurde Istrup durch das Gesetz zur Neugliederung des Kreises Detmold ein Teil der Stadt Blomberg.

## Infrastruktur
In Istrup gibt es einen Kindergarten sowie eine Mehrzweckhalle und einen Kunstrasen Sportplatz. Darüber hinaus findet man hier zwei Kirchengemeinden, einen Friedhof und zwei Seniorenbegegnungsstätten. An Betrieben und Geschäften gibt es zwei landwirtschaftliche Vollerwerbsbetriebe, eine Tischlerei, einen Malerbetrieb, ein Architekturbüro, eine Tankstelle, eine Bäckerei und einen Dorfgrill.

## Vereine
Zu den Vereinen in Istrup zählen der Sportverein Blau-Weiß, der Heimatverein, der Schießsportverein, der Spielmannszug, die Chorgemeinschaft und der Taubenzuchtverein.

## Verkehr
Durch Istrup verläuft die B 252, auch Ostwestfalenstraße genannt. Bereits seit 30 Jahren gibt es Pläne, für Istrup eine Ortsumgehung zu bauen, die bisher noch nicht realisiert werden konnten. Diskutiert wird über dieses Problem am Runden Tisch, einem 1999 gegründeten Kreis. Bei einer Bürgerbefragung sprachen sich 2005 52 % der stimmabgebenden Bewohner gegen eine Ortsumgehung aus.